# Triangle des trois empereurs

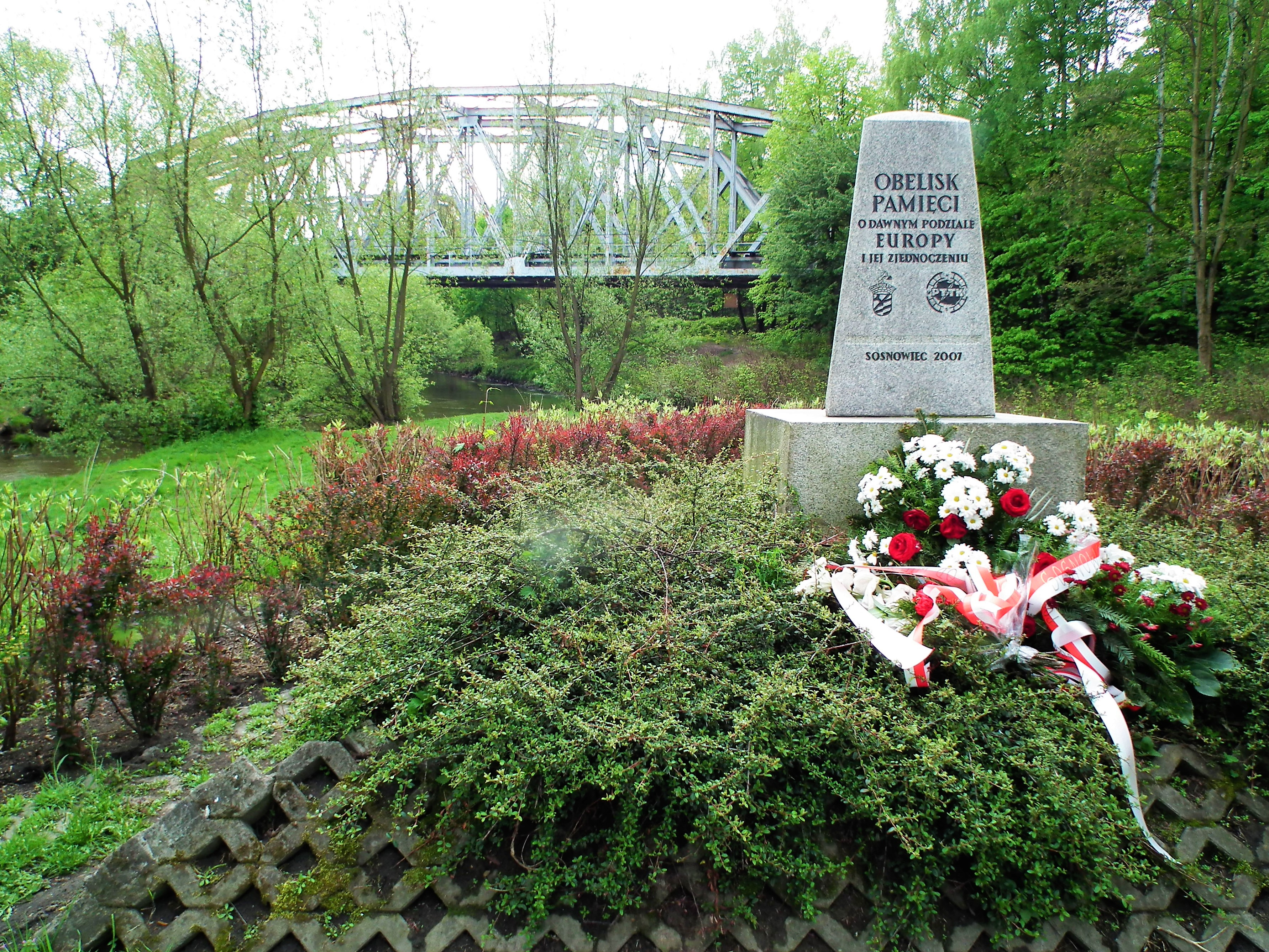
Pierre commémorative sur le site de l'ancien tripount (2019).

Le triangle des trois empereurs (ou coin des trois empereurs) est un ancien tripoint, actuellement situé en Pologne, où se rejoignaient, de 1871 à 1918, les frontières des empires allemand, austro-hongrois et russe.

## Nom
Le lieu porte des noms similaires dans les langues des pays concernés :
- en allemand : Dreikaisereck ou Drei-Kaiserreichs-Ecke ;
- en polonais : Trójkąt Trzech Cesarzy ;
- en russe : Угол трёх императоров (Ougol triokh imperatorov).

## Géographie

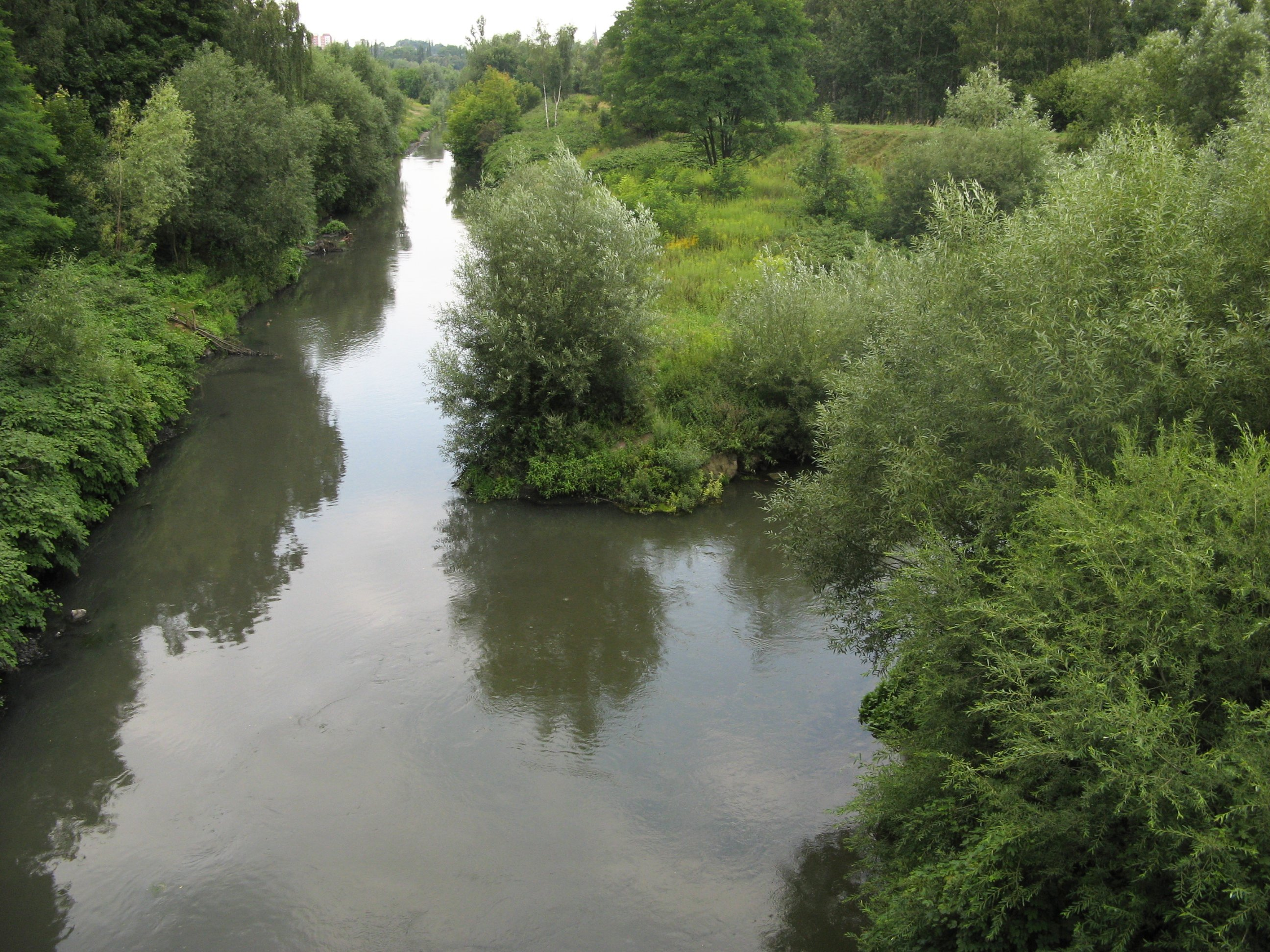
Le triangle des trois empereurs de nos jours ; avant 1918, la partie gauche était allemande, la partie centrale russe et la partie droite austro-hongroise.

Le triangle des trois empereurs était situé à la confluence de la Przemsza noire et de la Przemsza blanche (en), entre les villes de Mysłowice et Sosnowiec. Cette confluence est aujourd'hui située dans le sud de la Pologne, au sein de la voïvodie de Silésie.
À proximité de l'ancien tripoint, près de la rive, sur ce qui était le territoire russe, est édifiée une stèle commémorative. Un pont ferroviaire enjambe la Przemsza immédiatement au sud du tripoint.

## Histoire
Pendant des siècles, le cours de la Przemsza et de la Przemsza noire formait la frontière entre la Haute-Silésie à l'ouest et la Petite-Pologne à l'est. La rivière marquait la frontière orientale du duché silésien de Racibórz (Ratibor), fief de la couronne de Bohême au sein du Saint-Empire, avec le territoire de la voïvodie de Cracovie, partie intégrante de la couronne du royaume de Pologne. Au cours de la première guerre de Silésie contre la monarchie de Habsbourg, en 1742, la rive silésienne est conquise par le royaume de Prusse.

### Formation
Le tripoint s'est développé après les partages de la Pologne vers la fin du XVIIIe siècle dans le sillage des modifications territoriales et des changements de régime de la région.
Après le troisième partage de la Pologne, en 1795, la rive orientale de la Przemsza et de la Przemsza noire faisait partie de la province prussienne éphémère de Nouvelle-Silésie. Après que la Prusse, membre de la Quatrième Coalition, est vaincue par Napoléon à Iéna et Auerstadt, le traité de Tilsit (9 juillet 1807) prive la Prusse de tous les territoires acquis, attribués au duché de Varsovie, État polonais créé sous tutelle française mais occupé par l'armée impériale russe en 1813. 
Un tripoint a surgi au moment de la création du royaume de Pologne renouvelé et de la république de Cravocie par résolution du congrès de Vienne en 1815 : 
- la rive gauche de la Przemsza blanche, au sud-est, est contrôlée par la ville libre de Cracovie ;
- le territoire entre les deux affluents de la Przemsza, au nord-est, fait partie du royaume du Pologne (royaume du Congrès), un protectorat de facto de l'Empire russe ;
- la rive droite de la Przemsza noire et de la Przemsza, à l'ouest, est incorporée dans la province de Silésie, partie intégrante de la Prusse.

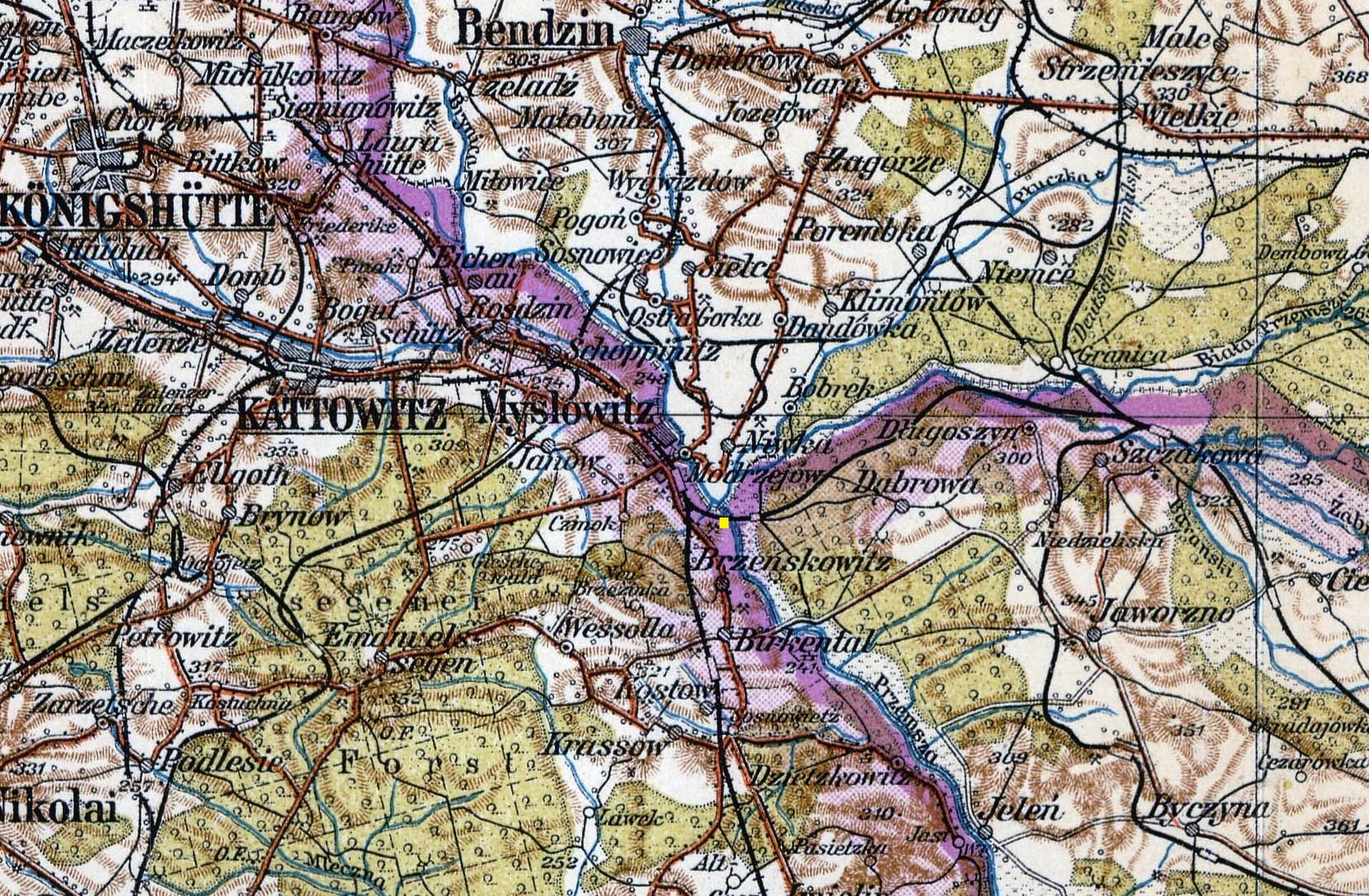
Carte germanophone, vers 1910.

Le royaume du Congrès perd la plupart de son autonomie après l'insurrection de Novembre (1830/1831) et l'insurrection de Janvier (1863/1864), et est formellement incorporé à l'Empire russe en tant que « terres de la Vistule » à partir de 1867.
Après le soulèvement de Cracovie en 1846, Cracovie est annexée par l'empire d'Autriche et devient le grand-duché de Cracovie affilié au royaume de Galicie et de Lodomérie. L'Autriche se transforme en empire d'Autriche-Hongrie après le compromis de 1867.
Avant 1871, le lieu est connu comme « triangle des trois pays » (Dreiländereck en allemand). Il ne devient le « triangle des trois empereurs » qu'en 1871, lorsque la Prusse sous la direction de son ministre-président Otto von Bismarck atteint l'unification allemande et le roi Guillaume Ier reçoit la couronne de l’Empire allemand.

### Site touristique
À la création de l'Empire allemand en 1871, le tripoint prend son nom de triangle des trois empereurs. Jusqu'à la Première Guerre mondiale, c'est un site touristique populaire, particulièrement en Allemagne. Deux bateaux assurent les visites et, en 1907, les autorités érigent une tour Bismarck de 22 m de haut sur la rive de la Przemsza, dans le style standard Götterdämmerung dessiné par Wilhelm Kreis. Selon les journaux contemporains, le site est alors visité chaque semaine par 3 000 à 8 000 touristes.

### Dissolution
La dissolution des trois empires après la Première Guerre mondiale, ainsi que la création de la Deuxième République de Pologne, mettent fin au tripoint. Les voïvodies de Cracovie et Kielce sont établies sur les anciens territoires austro-hongrois et russes en 1919 ; la voïvodie de Silésie est créée sur le territoire allemand en 1921 après le plébiscite de Haute-Silésie : le tripoint international devient alors un simple tripoint intérieur entre voïvodies polonaises.
La tour Bismarck subsiste pendant un peu plus d'une décennie, renommée tour de la Liberté ; le voïvode silésien Michał Grażyński (en) en ordonne la démolition en 1933. Les pierres sont utilisées pour édifier la cathédrale du Christ-Roi de Katowice (pl).
Au XXIe siècle, l'ancien tripoint est situé dans une zone à dominante industrielle. Il s'agit d'une petite attraction touristique. Depuis 2004, il est signalé par une plaque ; à son installation, celle-ci affirme de façon incorrecte qu'est est situé au point précis où les trois empires se rencontraient. Elle est corrigée en 2012.

Photographie colorisée datant de 1914, présentant le triangle des trois empereurs, ainsi qu'un marqueur frontalier sur la rive de l'Empire allemand.
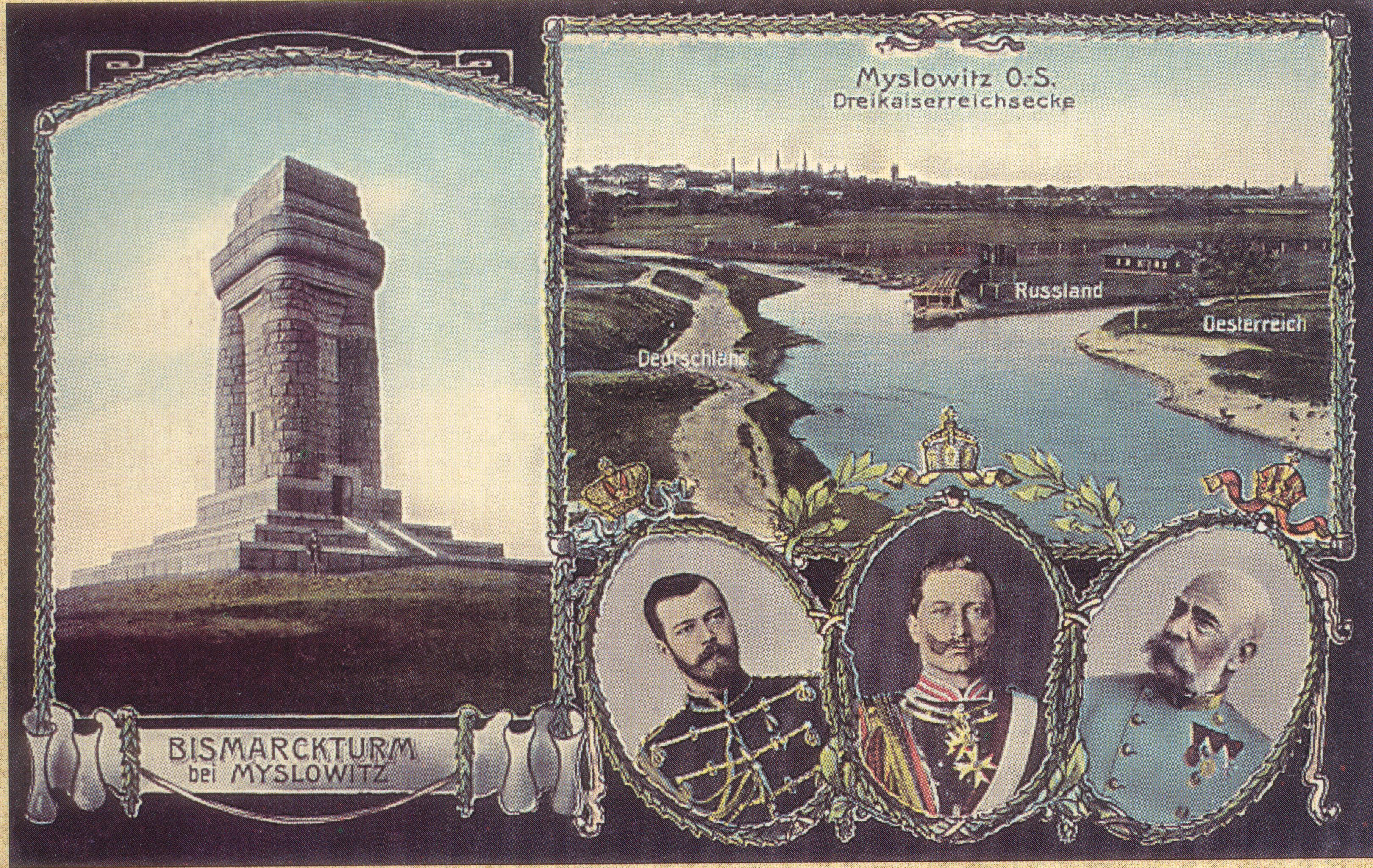
Carte postale allemande, émise entre 1907 et 1917, illustrant la zone frontalière ainsi que, sur la gauche, la tour Bismarck de Myslowitz (actuelle Mysłowice)
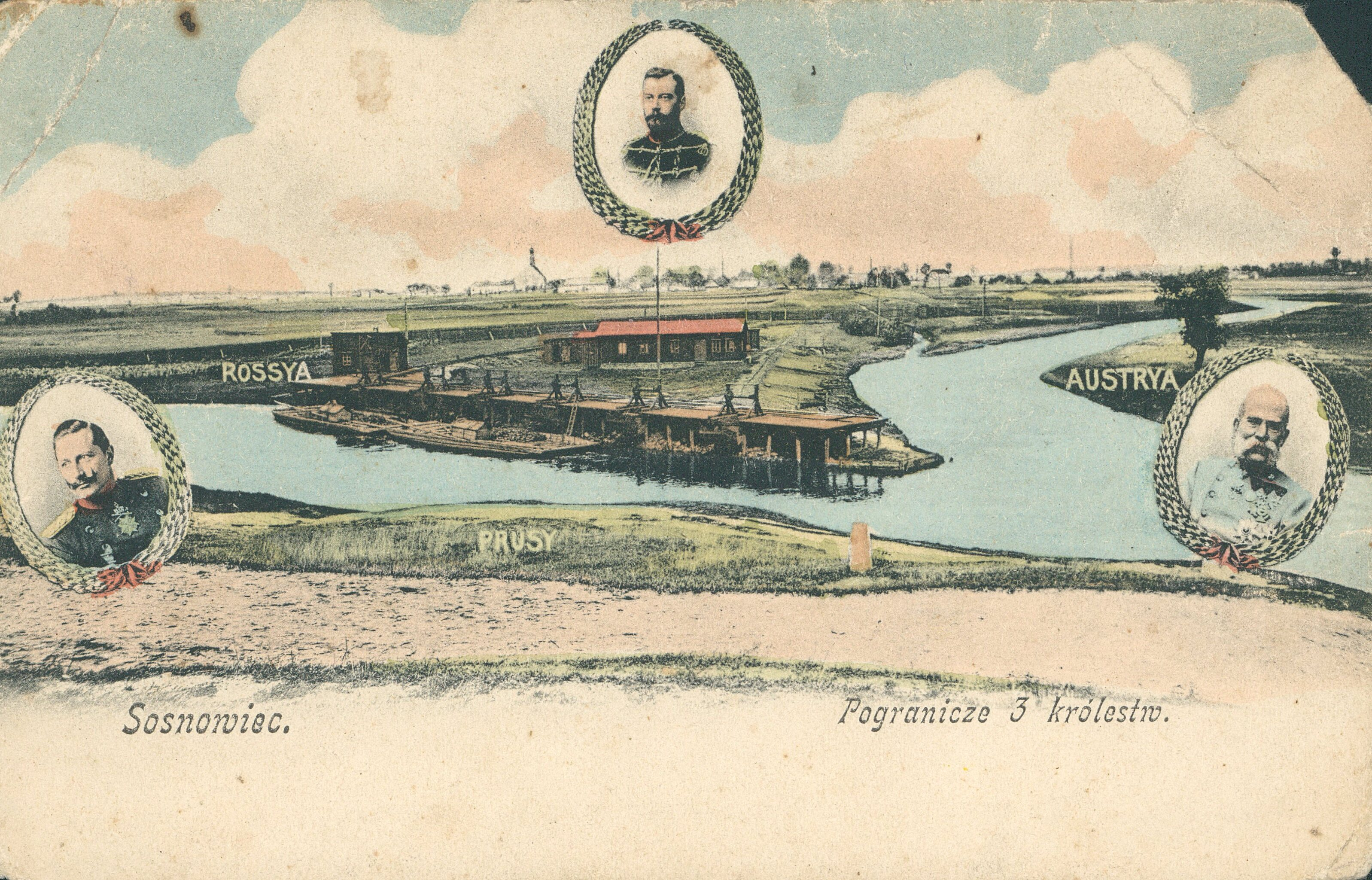
Carte postale russe émise avant 1905, illustrant la région.

### Tripoints similaires

#### Autriche - Prusse - Russie
Un tripoint entre les trois puissances avait existé précédemment près du village de Niemirów (en) (actuelle voïvodie de Podlachie en Pologne) à la suite du troisième partage de la Pologne en 1795 qui mit fin à la république des Deux Nations : la province prussienne de Nouvelle-Prusse-Orientale et la Nouvelle-Galicie autrichienne étaient alors limitrophes de la Russie. Le tripoint disparut en 1807 à la création du duché de Varsovie par Napoléon Ier.

#### Autriche - Empire ottoman - Russie
Entre 1774 et 1877, un tripoint impérial similaire existait entre les empires austro-hongrois (Bucovine (en)), ottoman (principautés unies) et russe (Bessarabie). Il était situé près de Novosselytsia sur le Prout.